# Móricgát
Móricgát là một thị trấn thuộc hạt Bács-Kiskun, Hungary. Thị trấn này có diện tích 32,89 km², dân số năm 2010 là 485 người, mật độ 15 người/km².